# Krebsdyr
 For alternative betydninger, se Krebs.
Krebsdyr er et dyr og hører under leddyrene:
Ifølge Tree of Life web project: Crustacea; Crabs, lobsters, shrimp, barnacles, sow bugs, etc. Arkiveret 4. juni 2003 hos  Wayback Machine og  Tree of Life web project: Malacostraca Arkiveret 9. juli 2003 hos  Wayback Machine og Tree of Life web project: Decapoda Arkiveret 11. november 2004 hos  Wayback Machine er der følgende gruppering:
- Krebsdyr Crustaceae
  - Klasse Gællefødder Branchiopoda (dafnie...)
    - Orden Anostraca ferejer (Saltsøkrebs, (forårsfereje vårkrebs Eubranchipus grubii)...)
    - Orden Notostraca Damrokker (Triops, Lepidurus, Forårsdamrokke, Efterårsdamrokke...)

  - Vandlopper Copepoda (cyclops...)
  - Thecostraca
    - Rankefødder Cirripedia (rur, balaner...)

  - Klasse Storkrebs Malacostraca ( Tibenede krebsdyr, krabber, troldkrabbe, strandkrabbe, hummer, hestereje, krill, tanglus, vandbænkebider, Bænkebider, tanglopper, Slikkrebs...)

## Taxonomicon klassifikation
Underrække: Crustacea
- Klasse: Branchiopoda (Gællefødder)
  - Underklasse: Sarsostraca
    - Orden: Anostraca (Saltsøkrebs)

  - Underklasse: Phyllopoda
    - Orden: Notostraca (Damrokker)
    - Orden: Diplostraca (Dafnier)
- Klasse: Remipedia
  - Orden: Nectiopoda
- Klasse: Cephalocarida
  - Orden: Brachypoda
- Klasse: Maxillopoda
  - Underklasse: Thecostraca
    - Infraklasse: Facetotecta
    - Infraklasse: Ascothoracida
      - Orden: Laurida
      - Orden: Dendrogastrida

    - Infraklasse: Cirripedia (Rankefødder)
      - Overorden: Acrothoracica
        - Orden: Pygophora
        - Orden: Apygophora

      - Overorden: Rhizocephala
        - Orden: Kentrogonida
        - Orden: Akentrogonida

      - Overorden: Thoracica
        - Orden: Pedunculata
        - Orden: Sessilia

  - Underklasse: Tantulocarida
  - Underklasse: Branchiura
    - Orden: Arguloida

  - Underklasse: Pentastomida
    - Orden: Cephalobaenida
    - Orden: Porocephalida

  - Underklasse: Mystacocarida
    - Orden: Mystacocaridida

  - Underklasse: Copepoda (Vandlopper)
    - Infraklasse: Progymnoplea
      - Orden: Platycopioida

    - Infraklasse: Neocopepoda
      - Overorden: Gymnoplea
        - Orden: Calanoida

      - Overorden: Podoplea
        - Orden: Misophrioida
        - Orden: Cyclopoida
        - Orden: Gelyelloida
        - Orden: Mormonilloida
        - Orden: Harpacticoida
        - Orden: Poecilostomatoida
        - Orden: Siphonostomatoida
        - Orden: Monstrilloida
- Klasse: Ostracoda (Muslingekrebs)
  - Underklasse: Myodocopa
    - Orden: Myodocopida
    - Orden: Halocyprida

  - Underklasse: Podocopa
    - Orden: Platycopida
    - Orden: Podocopida
- Klasse: Malacostraca (Storkrebs)
  - Underklasse: Phyllocarida
    - Orden: Leptostraca

  - Underklasse: Hoplocarida
    - Orden: Stomatopoda

  - Underklasse: Eumalacostraca
    - Overorden: Syncarida
      - Orden: Bathynellacea
      - Orden: Anaspidacea

    - Overorden: Peracarida
      - Orden: Order Spelaeogriphacea
      - Orden: Thermosbaenacea
      - Orden: Lophogastrida
      - Orden: Mysida
      - Orden: Mictacea
      - Orden: Amphipoda (Tanglopper)
      - Orden: Isopoda (Isopoder)
      - Orden: Tanaidacea
      - Orden: Cumacea

    - Overorden: Eucarida
      - Orden: Euphausiacea
      - Orden: Amphionidacea
      - Orden: Decapoda (Tibenede krebsdyr)